# Willem Alberts
Willem Schalk Alberts (Pretoria, 11 maggio 1984) è un rugbista a 15 sudafricano, terza linea ala o terza linea centro dei Lions in Super Rugby.

## Biografia
Cresciuto nei Golden Lions, esordì in Super Rugby nella stagione 2007 contro gli australiani Waratahs; fu con la franchise di Johannesburg fino a tutto il 2009, allorquando un contenzioso tra le federazioni rugbistiche del Gauteng (da cui Lions dipendono) e quella del KwaZulu-Natal, da cui dipendono gli Sharks: gli Sharks contattarono Alberts alla fine della stagione 2009, come permesso dal contratto che legava il giocatore ai Lions, ma i Lions invece di fare una contro-offerta economica preferirono cercare di risolvere la disputa in sede giudiziale perdendo il giocatore senza guadagnare alcunché.
Nel 2010 Alberts esordì negli Springbok durante i test di fine anno contro il Galles, e fu incluso nella rosa che prese parte alla Coppa del Mondo di rugby 2011 in Nuova Zelanda, in cui la squadra giunse fino ai quarti di finale.
Nel 2015 il giocatore fu ingaggiato in Europa dai parigini dello Stade français a partire dalla stagione 2015-16, dopo la Coppa del Mondo di rugby 2015 alla quale Alberts prese parte e in cui il Sudafrica si classificò al terzo posto.

## Palmarès
- Currie Cup: 2
Natal Sharks: 2010, 2013
- Challenge Cup: 1
Stade français: 2016-17